# Рябов, Геннадий Алексеевич
Геннадий Алексеевич Ря́бов (29 июня 1929, Тамбов, Центрально-Чернозёмная область — 22 июля 2022) — советский и российский анестезиолог и реаниматолог, академик АМН СССР (1988), академик Российской академии наук (2013).

## Биография
Родился 29 июня 1929 года в Тамбове.
В 1953 году окончил Второй Московский медицинский институт имени Н. И. Пирогова.
С 1953 по 1955 год — ординатура при клинике факультетской хирургии 2-го МОЛГМИ.
С 1955 по 1966 год работал врачом, младшим, затем — старшим научным сотрудником Института сердечно-сосудистой хирургии.
В 1959 году защитил кандидатскую, а в 1966 году — докторскую диссертацию, посвящённую проблемам анестезии и интенсивной терапии при операциях в условиях искусственного кровообращения и гипотермии, и перешёл на работу в Институт нейрохирургии имени Н. Н. Бурденко на должность заведующего отделением анестезиологии и реанимации.
С 1968 по 2004 год заведовал кафедрой анестезиологии и реаниматологии Медицинского центра Управления делами Президента РФ, с 1970 года одновременно был главным специалистом медицинского центра.
В 1978 году избран членом-корреспондентом АМН СССР. В 1988 году избран академиком АМН СССР. В 2013 году стал академиком Российской академии наук (в рамках присоединения РАМН и РАСХН к РАН).
Скончался 22 июля 2022 года. Похоронен на Троекуровском кладбище Москвы (участок 12).

## Научная деятельность
Специалист в области анестезиологии и реаниматологии
Автор свыше 120 научных работ, в том числе 3 монографии.
В соавторстве с А. А. Бунятяном и А. 3. Маневичем написан первый советский учебник по анестезиологии и реаниматологии.
Разработал оптимальные методы анестезиологического пособия в нейрохирургической и кардиологической клинике, в том числе при операциях в условиях гипотермии и общего искусственного кровообращения; проанализировал влияние различных ингаляционных и неингаляционных анестетиков на кровообращение, доказал кардиотоксическое действие флюотана; исследовал метаболические изменения в организме больных при терминальных состояниях, а также методы их лечения с помощью парентерального питания; изучил различные аспекты гериатрической анестезиологии и реаниматологии.
Под его руководством подготовлено 18 диссертаций, из них 1 докторская.
- Анестезия при операциях на открытом сердце, дисс., М., 1966;
- Сердечно-сосудистая система и общая анестезия, Руководство по анестезиол., под ред. Т. М. Дар-биняна, с. 48, М., 1973;
- Острая сердечнососудистая недостаточность, Руководство по клин, реаниматол., под ред. Т. М. Дар-биняна, с. 9, М., 1974;
- Анестезиология и реаниматология, М., 1977 (совм. с др.);
- Общая анестезия и кровообращение, Анест. и реаниматол., № 6, с. 3, 1978 (совм. с Гологорским В. А.);
- Современные аспекты парентерального питания, Хирургия, № 5, с. 3, 1978 (совм. с Юрасовым И. И.);
- Критические состояния в хирургии, М., 1979.
- Синдромы критических состояний, М., 1994.

## Из библиографии
редакторская деятельность
- Назаренко Г. И. Особенности патологии поражения, диагностики и оказания экстренной медицинской помощи населению при стихийных бедствиях и других катастрофах: (Частн. вопр. медицины катастроф) / Под ред. Г. А. Рябова. — М.: Медитас, 1993. — 252 с.

## Награды, премии
- Орден Почёта (1999)[4]
- Орден Трудового Красного Знамени
- Орден «Знак Почёта»
- орден Народно-Демократической Республики Лаос
- медаль Монгольской Народной Республики
- премия Правительства Российской Федерации в области науки и техники за 2010 год[5]